# Командир корабля (фільм)
«Командир корабля» (рос. «Командир корабля») — радянський художній фільм 1954 року режисера Володимира Брауна за мотивами романа Леоніда Зайцева і Григорія Скульського «У далекій гавані».

## Сюжет
Молодий випускник військово-морської академії капітан третього рангу Висотін стає командиром есмінця «Державний», прийнявши його у свого вчителя капітана Золотова, переведеного у штаб. Командування ставить завдання в найкоротші терміни вивести «Державний» в число передових кораблів. Висотін також з гіркотою дізнається, що його кохана жінка Тетяна вийшла заміж за капітана гвардійського есмінця «Сміливий» Свєтова.
Висотін приступає до роботи. Він вирішує зробити наголос на підвищенні боєздатності корабля і залученні до цього всієї команди. За допомогою замполіта він долає труднощі, вдаючись до несподіваних заходів...

## У ролях
- Михайло Кузнєцов — капітан III рангу Андрій Костянтинович Висотін
- Анатолій Вербицький — капітан III рангу Ігор Миколайович Светов
- Людмила Соколова — Тетяна, дружина Светова
- Борис Смирнов — капітан II рангу Терентій Іванович Золотов
- Ніна Крачковська — Наташа
- Віктор Добровольський — віце-адмірал Сєров
- Володимир Балашов — капітан-лейтенант Микола Миколайович Парамонов
- Всеволод Тягушев — капітан-лейтенант Іполит Аркадійович Кипарисів
- Ігор Горбачов — лейтенант Валерій Олександрович Плакуша
- Ісай Гуров — штурман Микола Арсенійович Россинський
- Григорій Гай — матрос Стєбєлєв
- Андрій Душечкин — матрос
- Іван Косих — матрос
- Євген Ташков — матрос
- Євген Моргунов — старший механік «Державного»
- Черні Е. А.- боцман
- У ролі есмінця «Державний» — репараційний італійський ЕМ типу «Artigliere»

## Творча група
- Автор сценарію: Леонід Зайцев, Григорій Скульський, Григорій Колтунов
- Режисер-постановник: Володимир Браун
- Режисер: Абрам Народицький
- Оператори-постановники: Віталій Філіпов, Олексій Герасимов
- Звукооператор: Андрій Демиденко
- Композитори: Вадим Гомоляка, Ігор Шамо
- Текст пісень: Борис Палійчук
- Художники: декорації — Борис Немечек, костюми — Олександра Петрова, грим — Олена Парфенюк
- Режисер монтажу: Нехама Ратманська
- Комбіновані зйомки: художник — Валентин Корольов, оператор — Микола Іллюшин
- Оркестр Міністерства культури УРСР, диригент — Костянтин Симеонов
- Директор картини: Наум Вайнтроб